# 大蚊下目
大蚊下目（学名：Tipulomorpha）是昆虫纲双翅目長角亞目的一个物種數量相當多的下目級分類單元，包含了多种大蚊及其近亲。
近期有一項主要基於化石物種的文獻對本下目的分類大幅修改：除了包括多個舊屬其他下目的分類單元，還重新分類為多個總科。不過這項修訂並未獲廣泛接受。

## 分类
本下目可分成若干总科，现存的三个科分別属于大蚊总科與冬大蚊总科，其它总科都是已灭绝的化石类群。現時大蚊下目最廣為接納的分類如下：
（已滅絕的分類群以劍號(†)標記）
- †总科 Eopolyneuroidea
  - †科 Eopolyneuridae：生存于三叠纪晚期
    - †科 Musidoromimidae：生存于三叠纪晚期
- †网翅大蚊总科 Tipulodictyoidea
  - †网翅大蚊科 Tipulodictyidae：生存于三叠纪晚期
- †总科 Tanyderophryneoidea
  - †科 Tanyderophryneidae：生存于侏罗纪中期
- 大蚊总科 Tipuloidea
  - †古大蚊科 Architipulidae：生存于三叠纪晚期至侏罗纪
  - †原沼大蚊科 Eolimnobiidae：生存于侏罗纪早期
  - 平大蚊科 Pediciidae
  - 大蚊科 Tipulidae
- 冬大蚊总科 Trichoceroidea
  - 冬大蚊科 Trichoceridae
- †原褶蚊总科 Eoptychopteroidea
  - †原褶蚊科 Eoptychopteridae：生存于侏罗纪早期